# Erasmus Rothmaler der Ältere
Erasmus Rothmaler (* 1562 in Ilfeld; † 16. Januar 1611 in Frankenhausen) war ein deutscher lutherischer Geistlicher und Prediger.

## Leben
Erasmus war der Sohn Sebastian Rothmalers, eines Kornschreibers der Klosterschule Ilfeld. An derselben Schule hörte Rothmaler vor allem den Rektor Michael Neander. Außerdem besuchte er in Braunschweig die Schule und trat 1584 in die dritte Klasse der Universität Erfurt ein. 1592 wurde er als Kantor auf die Schule nach Greußen berufen. Im folgenden Jahr wurde er in Leipzig nach Schönstedt ordiniert, wo er zwei Jahre als Pfarrer amtierte.
1595 wurde er als Diakon an St. Petri in Nordhausen berufen, doch schon im April 1597 nahm er seinen Abschied, nachdem er sich in heftigen Attacken gegen den Pfarrer an St. Nikolai, Johann Pandocheus, ergangen hatte. Noch im selben Jahr wurde Rothmaler von Graf Wilhelm von Schwarzburg als Archidiakon nach Frankenhausen berufen.
Rothmaler heiratete im Oktober 1591 Maria Berich (1569–1611) aus Ermstedt, eine Tochter des Pfarrers Johann Berichius. Von ihren in Frankenhausen geborenen Söhnen wurde Erasmus Rothmaler der Jüngere als Geistlicher und neulateinischer Dichter in Preußen und Johann Rothmaler als Generalsuperintendent in Rudolstadt bekannt. Außerdem hatten sie vier Töchter, von denen eine im Kindesalter verstarb.

## Werke
Rothmaler veröffentlichte zahlreiche Predigten:
- Scala Iacobaea, d.i. zehen christliche Weyenachten Predigten, Jena 1598 (online).
- Eine christliche Leichpredigt bey der Begräbniß Herrn H. Wilhelms, Grafen zu Schwarzburg, Erfurt 1598 (online).
- Vier christliche und in Gottes Wort wolgegründete Predigten, Leipzig 1604 (online).
- Zwölff christliche Predigten über den 25. Psalm Davids, Leipzig 1606.
- Eine Christliche Leichpredigt […] bey der [...] Leichsbestattigung […] Johannis Pistorii, Erfurt 1607 (online).
- Sieben christliche Oster-Predigten über den 110. Psalm, Leipzig 1609 (online).
- Der fröliche Ostergesang: Christ lag in Todesbanden, Jena 1615 (online).